# Sabal
Sabal Adans., 1763 è un genere di piante della famiglia delle Arecacee, nativo delle regioni temperate e tropicali del Nuovo Mondo. È l'unico genere della tribù Sabaleae, sottofamiglia Coryphoideae.

## Distribuzione e habitat
Il genere è diffuso dal sudest degli Stati Uniti attraverso i Caraibi, il Messico e l'America Centrale fino alla Colombia.

## Tassonomia
Se ne conoscono 16 specie:
- Sabal antillensis M.P.Griff.
- Sabal bermudana L.H.Bailey
- Sabal causiarum (O.F.Cook) Becc.
- Sabal domingensis Becc.
- Sabal etonia Swingle ex Nash
- Sabal gretherae H.J.Quero
- Sabal lougheediana M.P.Griff. & Coolen
- Sabal maritima (Kunth) Burret
- Sabal mauritiiformis (H.Karst.) Griseb. & H.Wendl.
- Sabal mexicana Mart.
- Sabal minor (Jacq.) Pers.
- Sabal palmetto (Walter) Lodd. ex Schult. & Schult.f.
- Sabal pumos (Kunth) Burret
- Sabal rosei (O.F.Cook) Becc.
- Sabal uresana Trel.
- Sabal yapa C.Wright ex Becc.